# عشق نابرابر
عشق نابرابر یا دوست من از بمبئی رسید (به هندی: Mumbai Se Aaya Mera Dost) فیلمی است محصول سال ۲۰۰۳ و به کارگردانی آپوروا لاکیا است. در این فیلم بازیگرانی همچون آبیشک باچان، لارا دوتا، چانکی پاندی، یاشپال شارما، آکیلندرا میشرا ایفای نقش کرده‌اند.